# Anolis quercorum
El abaniquillo de encino de Oaxaca (Anolis quercorum) es una especie de reptil perteneciente a la familia Dactyloidae. 

## Clasificación y descripción
Esta pequeña lagartija alcanza una longitud hocico-cloaca de 46 mm, la cola es delgada y larga, la longitud de esta es 1,8 veces mayor que la longitud del cuerpo. La cabeza es larga y triangular. Las escamas dorsales y ventrales son pequeñas y se encuentran quilladas; las dorsales son notoriamente más grandes que las laterales y las ventrales son más grandes que las de la región dorsal. Las extremidades son largas y delgadas. La coloración del cuerpo es café claro, aunque puede llegar a ser café oscuro cuando se encuentran en la sombra, con una banda blanca en los lados del cuerpo que corre de la axila a la ingle. El vientre es crema inmaculada, aunque en algunos ejemplares la región ventral puede presentar pequeñas manchas negras. Algunas hembras presentan una banda dorsal amarillenta o un patrón en forma de rombos que se originan desde la región occipital hasta la base de la cola, siendo ausentes en machos quienes suelen presentar manchas circulares claras por todo el dorso. Los machos exhiben un amplio abanico gular color rosa que en hembras es rudimentario o ausente.

## Distribución
Especie endémica de México, su distribución se centra en los estados de Oaxaca y Puebla. Se distribuye tanto en el Valle de Tehuacán como de Cuicatlán.

## Hábitat
Es una especie común en el Valle (Tehuacán-Cuicatlán), es de hábitos arborícolas, aunque también puede observarse en el suelo. Se encuentran tanto en la vegetación semiárida como en los bosques de Quercus y pino-encino a una altitud de entre los 625 a 2515 m s. n. m. También se pueden encontrar en lugares perturbados, basureros o en las cercas de las casas. Es común encontrarlas brincando en las ramas de los arbustos o refugiadas entre las hojas de los izotes, las palmas, las lechuguillas, o entre las plantas conocidas como “gallinitas” y “cucharillas”, aunque también suelen ocultarse dentro de las bromelias. Los machos son muy territoriales. En las noches se pueden encontrar dormidos en las ramas de los arbustos. Es insectívora se alimenta de pequeños insectos como escarabajos, chicharritas e himenópteros. Es una especie ovípara,  los machos presentan reproducción estacional con una actividad testicular en el mes de mayo. El tamaño de nidada es de un solo huevo.

## Estado de conservación
Se encuentra catalogada como menor preocupación (LC) en la IUCN.